# Christian Fredrik Wilhelm Böhme
Christian Fredrik Wilhelm Böhme, född 12 oktober 1807 i Coswig Tyskland, död 26 december 1880 i Tyska S:ta Gertruds församling, Stockholm, var en svensk klarinettist vid Kungliga hovkapellet.

## Biografi
Christian Fredrik Wilhelm Böhme föddes 12 oktober 1807 i Coswig i Tyskland. Han anställdes 1 oktober 1830 som klarinettist vid Kungliga hovkapellet i Stockholm och tog 1 juli 1854 avsked. Böhme gifte sig 1835 med Anna Carolina Willman. Han uppträdde flera gånger som konsertant med mycket bifall. Böhme anställdes senast 1864 som musikdirektör hos baron Axel Adelswärd på Adelsnäs. Böhme avled 26 december 1880 i Tyska S:ta Gertruds församling, Stockholm.